# Georg Schönhard
Georg Philipp Schönhard (* 26. Dezember 1749 (Taufe) in Korbach; † 9. August 1821 ebenda) war ein deutscher Mechanikus, Bürgermeister und Politiker.

## Leben
Schönhard war der Sohn des Schieferdeckers Christian Schönhard (getauft 25. September 1718 in Korbach; begraben 7. Juni 1771 ebenda) und dessen Ehefrau Margarethe Elisabeth geborene Jochem (Joachim) (getauft 14. August 1728 in Korbach; begraben 5. Januar 1755 ebenda). Er war evangelisch und heiratete am 1. November 1782 in Korbach Johanna Christiana Schalk (getauft 28. November 1754 Korbach; † 12. Januar 1814 ebenda), die Tochter des Ratsherren und Pfennigmeisters Johann Adam Schalk und der Catharina Juliane Benn.
Schönhard war (1782) Mechanikus, 1784 Bürger von Korbach und Hauseigentümer und (1821) Hofmechanikus in Korbach. Er war dort auch Pfennigmeister und wiederholt (Unter-)Bürgermeister. Von 1814 bis 1815 war er Oberbürgermeister der Stadt Korbach. Als solcher war er von (Sommer/Herbst?) 1814 bis 1815 Mitglied des Landstandes des Fürstentums Waldeck.